# ТЕС Аджре-Енну
ТЕС Аджре-Енну (Hadjret En-Nouss) – теплова електростанція на північному заході Алжиру. Знаходиться безпосередньо на середземноморському узбережжі у вілаєті Тіпаза, дещо менш ніж за сто кілометрів на захід від столиці країни міста Алжира.
Станція, яку ввели в дію у 2009-му з метою подолання наростаючого енергодефіциту, стала однією з перших споруджених після допуску в алжирську електроенергетику приватних інвесторів. Як наслідок, лише 49% в її капіталі контролюється державними Sonelgaz (національна компанія, що традиційно займається в Алжирі електроенергетикою) та Sonatrach (нафтогазова корпорація), тоді як ще 51% отримали іноземні інвестори – канадська SNC-Lavalin та Mubadala Development Company із емірату Абу-Дабі, які ділять свою частку також у пропорції 51% та 49%.
ТЕС, споруджена за технологією комбінованого парогазового циклу і складається із трьох однотипних блоків, кожен з яких має у своєму складі газову турбіну потужністю по 250 МВт, що через обладнаний допоміжними пальниками котел-утилізатор живить парову турбіну потужністю 175 МВт.
Станція споживає природний газ, що надходить по трубопроводу Сугер – Аджре-Енну.
Видача продукції відбувається по ЛЕП, що працює під напругою 400 кВ.